# WWE European Championship
O WWE European Championship é um título inactivo pertencente à WWE. Apesar do seu nome, apenas dois campeões da versão WWF/WWE do European Championship eram realmente europeus: o British Bulldog e William Regal. Este título foi primeiramente ganho num torneio. Nas finais encontraram-se Owen Hart e o British Bulldog. British Bulldog ganhou e teve o maior tempo de campeão europeu de todos: 7 meses. O título pouco era defendido nos EUA, mas quando Shawn Michaels derrotou  British Bulldog, foi muito mais vezes defendido nos EUA. Este título foi "extinguido" quando Rob Van Dam derrotou Jeff Hardy no combate e uniu o título WWE Intercontinental Championship.

## História
O WWE European Championship foi conhecido originalmente como  World Wrestling Federation (WWF) European Championship . O WWF European Championship, como era então conhecido, surgiu em 1997 quando o British Bulldog se tornou o primeiro campeão depois de vencer um torneio que foi realizado durante vários shows na Alemanha, que culminou com a vitória final sobre Owen Hart.

### 1997 Tournament
Com Shawn Michaels ganhar o cinturão, que fez dele o primeiro Grand Slam Champion da WWE. Michaels é o lutador só para ter realizado tanto pelo WWF Championship e o título europeu, ao mesmo tempo.
Depois de vencer o título europeu, tanto D'Lo Brown e Al Snow foram faturados em diferentes partes da Europa a cada semana, enquanto o campeão. Durante o reinado de Neve, ele e "Head" vestiu-se como vários estereótipos étnicos correspondente ao local Europeia foram faturados de, embora nem sempre de uma forma politicamente correta ou geograficamente.
O cinto foi retirado momentaneamente em abril de 1999 pelo então atual campeão, Shane McMahon, que queria se aposentar como um campeão "invicto". McMahon reintroduzido no campeonato, dois meses depois e deu a Mideon, que viu o cinturão do título em bolsa de Shane viagem e perguntou se ele poderia tê-lo [2].

## EuroContinental Champions
O termo "Eurocontinental Champion" é uma maleta de europeus e intercontinentais, usado para descrever os lutadores que obtiveram os dois títulos simultaneamente. [1] Três lutadores realizaram esta façanha. O primeiro foi D'Lo Brown, que derrotou Mideon para o título europeu no Fully Loaded em 1999 e dois dias mais tarde em uma segunda-feira gravando Night Raw, derrotou Jeff Jarrett para vencer o Campeonato Intercontinental. Um mês depois, no SummerSlam Jarrett derrotou Brown ganhar ambos os títulos, tornando-se assim a segunda Eurocontinental Champion.
Seis meses depois, Kurt Angle derrotou Val Venis a ganhar o Campeonato Europeu. No No Way Out Angle derrotou Chris Jericho para o Campeonato Intercontinental. Ele então foi dado crédito kayfabe para cunhar o termo "Eurocontinental Campeão". Dois meses depois, na Wrestlemania 2000 Kurt Angle enfrentou Jericho e Chris Benoit em uma luta duas quedas triple threat tanto para os campeonatos europeus e intercontinentais. A primeira queda foi para o título Intercontinental, Benoit derrotou Jericho. A descida seguinte foi para o Campeonato Europeu, Jericho derrotou Benoit. Isto significava que Kurt Angle não foi preso ou forçado a apresentar, no entanto, perdeu ambos os campeonatos.
É discutível se Rob Van Dam poderia ser considerado o quarto e último Eurocontinental campeão, desde que ele era o campeão Intercontinental e ganhou o campeonato europeu em uma partida de unificação, assim, se ele era um campeão Eurocontinental, foi só por um instante fugaz antes o título europeu foi aposentado.  a World Wrestling Entertainment não creditado isso como um reino do título Eurocontinental.

## Desativação
O WWE European Championship, como era conhecido seguinte, foi aposentado em uma ladder match, 22 de julho de 2002, quando Rob Van Dam (RVD) pôs o WWE Intercontinental Championship na linha, junto com Jeff Hardy European Championship. [5] Ao vencer que correspondem, RVD fundiu os dois títulos juntos, e continuou a deter o título Intercontinental. RVD reinado de título não está listado na história europeia título oficial no site oficial da WWE [2] e, portanto, não é creditado como sendo um campeão Eurocontinental, mas é reconhecido no perfil RVD [6].
The British Bulldog foi o campeão inaugural e teve o reinado mais longo título com 206 dias. William Regal e D'Lo Brown ambos tiveram os reinados mais títulos, cada um segurando-o quatro vezes. Rob Van Dam é essencialmente o menor reinantes campeão europeu como ele só segurou-a por uma noite, quando ele derrotou Jeff Hardy para unificá-lo com o título Intercontinental.
O menor campeões europeus que não foi uma unificação título seria Jeff Jarrett, Chris Jericho, que só detinha o título de um dia cada.